# Bernin
Bernin ist eine französische Gemeinde mit 3.230 Einwohnern (Stand: 1. Januar 2022) im Département Isère in der Region Auvergne-Rhône-Alpes. Bernin gehört zum Arrondissement Grenoble und zum Kanton Le Moyen Grésivaudan. Die Einwohner nennen sich Berninois(es).

## Geographie
Bernin liegt in der Landschaft Grésivaudan. Im Südosten wird die Gemeinde durch den Fluss Isère begrenzt. Umgeben wird Bernin von den Nachbargemeinden Saint-Pancrasse im Norden, Crolles im Nordosten, Villard-Bonnot im Osten und Südosten sowie Saint-Nazaire-les-Eymes im Süden und Westen.
Durch die Gemeinde führt die Autoroute A41.

## Bevölkerungsentwicklung
| Jahr                       | 1962 | 1968 | 1975 | 1982 | 1990 | 1999 | 2006 | 2018 |
| -------------------------- | ---- | ---- | ---- | ---- | ---- | ---- | ---- | ---- |
| Einwohner                  | 775  | 964  | 1353 | 1973 | 2473 | 2902 | 2994 | 3044 |
| Quellen: Cassini und INSEE |      |      |      |      |      |      |      |      |

## Sehenswürdigkeiten
|  |  |

- Himmelfahrts-Kirche Bernin
- Schloss La Veyrie, seit dem 11. Jahrhundert nachgewiesen
- Schloss Craponoz

## Wirtschaft
In Bernin hat die Solarfirma Soitec ihren Sitz.

## Persönlichkeiten
- Jérôme-Dominique Bourgeat (1760–1827), Brigadegeneral
- Urbain Basset (1842–1924), Bildhauer

## Gemeindepartnerschaften
Mit den deutschen Gemeinden Heyersdorf in Thüringen seit 1995 und Kieselbronn in Baden-Württemberg seit 1987 bestehen Partnerschaften.